# Grzegorz Śledziewski
Grzegorz Śledziewski (Gdansk, 18 de julio de 1950) es un deportista polaco que compitió en piragüismo en la modalidad de aguas tranquilas.
Ganó catorce medallas en el Campeonato Mundial de Piragüismo entre los años 1970 y 1979. Participó en tres Juegos Olímpicos de Verano entre los años 1972 y 1980, su mejor actuación fue un cuarto puesto logrado en Moscú 1980 en la prueba de K4 1000 m.

## Palmarés internacional
| Campeonato Mundial | Campeonato Mundial        | Campeonato Mundial | Campeonato Mundial |
| Año                | Lugar                     | Medalla            | Competición        |
| ------------------ | ------------------------- | ------------------ | ------------------ |
| 1970               | Copenhague (Dinamarca)    | Medalla de plata   | K1 500 m           |
| 1970               | Copenhague (Dinamarca)    | Medalla de bronce  | K1 1000 m          |
| 1971               | Belgrado (Yugoslavia)     | Medalla de oro     | K1 1000 m          |
| 1973               | Tampere (Finlandia)       | Medalla de bronce  | K1 500 m           |
| 1973               | Tampere (Finlandia)       | Medalla de plata   | K1 1000 m          |
| 1974               | Ciudad de México (México) | Medalla de bronce  | K1 500 m           |
| 1974               | Ciudad de México (México) | Medalla de plata   | K1 1000 m          |
| 1974               | Ciudad de México (México) | Medalla de bronce  | K1 4 × 500 m       |
| 1974               | Ciudad de México (México) | Medalla de oro     | K2 500 m           |
| 1975               | Belgrado (Yugoslavia)     | Medalla de bronce  | K1 500 m           |
| 1975               | Belgrado (Yugoslavia)     | Medalla de oro     | K1 1000 m          |
| 1977               | Sofía (Bulgaria)          | Medalla de plata   | K1 500 m           |
| 1979               | Duisburgo (RFA)           | Medalla de bronce  | K4 500 m           |
| 1979               | Duisburgo (RFA)           | Medalla de plata   | K4 1000 m          |